# Pilaria recondita
Pilaria recondita är en tvåvingeart som först beskrevs av Osten Sacken 1869.  Pilaria recondita ingår i släktet Pilaria och familjen småharkrankar. Inga underarter finns listade i Catalogue of Life.